# Uridin
Uridin (U) ist ein Nukleosid und besteht aus der Nukleinbase Uracil und dem Zucker β-D-Ribose.
Uridin ist Bestandteil der Ribonukleinsäure (RNA) und bildet dort mit Adenosin ein Basenpaar.

Strukturformel eines A-U-Basenpaars

In der Desoxyribonukleinsäure (DNA) kommt dagegen nur das Desoxythymidin vor (siehe dazu genetischer Code). Als weiteres Analogon mit Desoxyribose gibt es das Desoxyuridin.
Uridin ist Bestandteil vieler Nahrungsmittel, hauptsächlich in Form von RNA. Nicht phosphoryliertes Uridin hat eine niedrige Bioverfügbarkeit, es unterliegt dem First-Pass-Effekt und wird fast vollständig in der Leber und Verdauungstrakt abgebaut. (Siehe auch: Uridinmonophosphat)

## Verwandte Verbindungen
- Dihydrouridin
- Pseudouridin
- 3-Methyluridin
- 5-Methyluridin (= Ribothymidin)
- 5-Methoxyuridin
- 2′-O-Methyluridin
- Orotidin